# Martin Walch
Martin Walch (* 1959 in Hall in Tirol, Österreich) ist ein österreichischer Schauspieler und Drehbuchautor. Bekanntheit erlangte er durch seine Rolle als Franz Gastl bei den Rosenheim-Cops.

## Filmografie (Auswahl)
- 1986: Försterbuben
- 1991: Café Meineid
- 1998: Café Meineid
- 1998: Zum Sterben schön
- 1998: Tatort: Perfect Mind
- 2005–2010: Die Rosenheim-Cops (Wiederkehrende Rolle als Franz Gastl)
- 2013: München 7
- 2014: Sturköpfe
- 2015: Die Rosenheim-Cops (Episodenrolle als Rudi Gerber)
- 2015: SOKO 5113
- 2015: Eine unerhörte Frau
- 2015: The Trapp
- 2015: Herr Pfarrer und Frau Priester
- 2016: Um Himmels Willen
- 2016: SOKO Donau (Episodenhauptrolle)
- 2017: SOKO Kitzbühel (Episodenrolle als Karl Pirkner)
- 2017: Trautmann
- 2018: Watzmann ermittelt
- 2019: Die Rosenheim-Cops
- 2020: München Mord – Das Kamel und die Blume
- 2021: Watzmann ermittelt (Episodenhauptrolle; Drehbuchautor von 5 Folgen)
- 2022: Riesending
- 2022: Gute Freunde
- 2023: Watzmann ermittelt
- 2023: Dahoam is Dahoam (2 Folgen als Kuno Bierbichler)
- 2024: Watzmann ermittelt (Drehbuchautor von 3 Folgen)
- 2025: Sturm kommt auf (Fernsehfilm)

## Hörspiele (Auswahl)
- 1989: Lothar Greger: Maria Magdalena Traum, die vier Jahreszeiten einer Frau (Florian) – Regie: Klaus Rohrmoser (Hörspielbearbeitung – ORF Tirol)
- 1991: Helmut Walbert: Bayerische Szene: Der Pornofilm (Regie) (Hörspielbearbeitung – BR/ORF)
- 1993: Otto Grünmandl: Dr. Lauschemanns Akustikum (Erhörtes – Unerhörtes): Die Krinoline (Regie) (Original-Hörspiel, Kurzhörspiel – BR)
- 1993: Otto Grünmandl: Dr. Lauschemanns Akustikum (Erhörtes – Unerhörtes): Die neuseeländische Kalbsbrust (Regie) (Originalhörspiel, Kurzhörspiel – BR)
- 1993: Otto Grünmandl: Dr. Lauschemanns Akustikum (Erhörtes – Unerhörtes): Ein heikles Kapitel (Regie) (Originalhörspiel, Kurzhörspiel – BR)

Quellen: Ö1- und ARD-Hörspieldatenbank